# Agua Bendita, Chiapas
Agua Bendita är en ort i Mexiko.   Den ligger i kommunen Bochil och delstaten Chiapas, i den sydöstra delen av landet, 700 km öster om huvudstaden Mexico City. Agua Bendita ligger 1 134 meter över havet och antalet invånare är 130.
Terrängen runt Agua Bendita är huvudsakligen kuperad, men norrut är den bergig. Agua Bendita ligger nere i en dal. Runt Agua Bendita är det ganska tätbefolkat, med 116 invånare per kvadratkilometer. Närmaste större samhälle är Bochil, 3,8 km öster om Agua Bendita. I omgivningarna runt Agua Bendita växer huvudsakligen savannskog.